# Врховє
Врховє (словен. Vrhovje) — поселення в общині Церклє-на-Горенськем, Горенський регіон, Словенія. Висота над рівнем моря: 447,3 м.